# Madiou Keita
Haladj Madiou Keita (Amilly, 29 agosto 2004) è un calciatore guineano, difensore dell'Örgryte in prestito dall'Auxerre.

## Carriera

### Club
Keita è cresciuto nel settore giovanile dell'Auxerre e nel 2022 è stato assegnato alla seconda squadra militante in Championnat National 2. Ha debuttato in prima squadra il 18 novembre 2023 nell'incontro di Coppa di Francia vinto ai rigori contro il Le Pays du Vallois.
Nella sessione invernale di calciomercato del 2025 viene ceduto in prestito all'Örgryte, club della seconda divisione svedese.

### Nazionale
Ha giocato nella nazionale guineana Under-23.
Nel 2024 è stato convocato dalla nazionale olimpica guineana per partecipare ai Giochi della XXXIII Olimpiade.

## Statistiche

### Presenze e reti nei club
Statistiche aggiornate al 24 luglio 2024.
| Stagione        | Squadra         | Campionato      | Campionato | Campionato | Coppe nazionali | Coppe nazionali | Coppe nazionali | Coppe continentali | Coppe continentali | Coppe continentali | Altre coppe | Altre coppe | Altre coppe | Totale | Totale | Totale |
| Stagione        | Squadra         | Comp            | Pres       | Reti       | Comp            | Pres            | Reti            | Comp               | Pres               | Reti               | Comp        | Pres        | Reti        | Pres   | Reti   |        |
| --------------- | --------------- | --------------- | ---------- | ---------- | --------------- | --------------- | --------------- | ------------------ | ------------------ | ------------------ | ----------- | ----------- | ----------- | ------ | ------ | ------ |
| 2022-2023       | Auxerre 2       | N2              | 8          | 0          |                 | -               | -               |                    | -                  | -                  |             | -           | -           | 8      | 0      |        |
| 2023-2024       | Auxerre 2       | N2              | 21         | 0          |                 | -               | -               |                    | -                  | -                  |             | -           | -           | 21     | 0      |        |
| 2023-2024       | Auxerre         | L2              | 0          | 0          | CF              | 1               | 0               |                    | -                  | -                  |             | -           | -           | 1      | 0      |        |
| Totale carriera | Totale carriera | Totale carriera | 29         | 0          |                 | 1               | 0               |                    | -                  | -                  |             | -           | -           | 30     | 0      |        |